# Midge Williams
Midge Williams  (* 27. Mai 1915 in Portland (Oregon) als Virginia Louise Williams; † 9. Januar 1952 in San Francisco) war eine US-amerikanische Jazzsängerin.
Williams war in den 1930er und 1940er Jahren mit ihrer Formation Midge Williams and Her Jazz Jesters eine Sängerin, die Ende der 1930er Jahre eine Reihe von 78ern für Vocalion einspielte. Midge Williams erhielt schon früh den Spitznamen „Midge“, um sie von ihrer Mutter, die auch  Virginia Louise hieß, zu unterscheiden. Sie wuchs in der afroamerikanischen Landgemeinde Allensworth (Kalifornien) im Tulare County auf. Ihr Großvater Joshua Singleton, Sohn des schwarzen Separatistenführers Benjamin „Pap“ Singleton, zog mit seiner Familie in die 1909 gegründete Kolonie, wo die Singletons bekannte Gemeindemitglieder waren. Schon früh trat Midge Williams mit drei ihrer Brüder als singendes und tanzendes Williams Quartette in Kirchen und Theatern in der San Francisco Bay Area auf. Anfang der 1930er Jahre übernahm Roger Seguire das Management der Gruppe; 1933 ließ er das Williams Quartette in Shanghai auftreten; von dort tourte die Gruppe in Japan, wo sie in Clubs und Tanzsälen auftrat. In Japan entstanden 1934 Midge Williams’ erste Aufnahmen, als sie Songs in Japanisch und Englisch einspielte. 
Im August 1934 kehrte das Williams Quartette nach Kalifornien zurück; kurz danach starb Midges Bruder Charles bei einem Gewehrunfall. Mit dem Ende des Quartetts begann Midge Williams ihre Solokarriere, ließ sich in Berkeley nieder und hatte ab Mitte 1935 ein regelmäßiges Radioprogramm, Blue Monday Jamboree.  Anfang 1936 lernte sie Al Jolson kennen und sang in seinem Radioprogramm Shell Chateau. Sie zog dann nach Chicago und arbeitete mit Musikern wie Miff Mole, Fats Waller, Teddy Wilson und Frank Froeba. Aufnahmen unter eigenem Namen entstanden sowohl für Vocalion als auch mit der Band von John Kirby. Mitte 1936 zog sie nach New York und trat mehrmals in Rudy Vallées Radioshow auf. Anfang 1937 sang sie in der Sendung NBC Red Network.
Während ihrer Zeit in New York trat Williams in verschiedenen Radioprogrammen auf, so in RCA Magic Key, der Studebaker Champions Show und in Ben Bernie’s Show. Ab Mitte 1936 entstanden Schallplattenaufnahmen für verschiedenen Label, ab 1937 mit ihrer Begleitgruppe Midge Williams and Her Jazz Jesters, zu denen Musiker wie Raymond Scott, Frankie Newton, Buster Bailey und Charlie Shavers gehörten. Sie trat auch in den bekannten New Yorker Veranstaltungsorten auf, wie dem Harlemer Apollo Theater und dem Savoy Ballroom; außerdem hatte sie gemeinsame Auftritte mit Lil Armstrong, Bunny Berigan, Harry James, John Kirby, Glenn Miller, Ben Webster und Teddy Wilson.
Im Jahr 1938 wurde Midge Williams Bandsängerin im Louis-Armstrong-Orchester und tourte mit ihm durch die Vereinigten Staaten; es entstanden jedoch keine Aufnahmen. 1941 verließ Midge Williams das Armstrong-Orchester und musste ein Krankenhaus in Detroit aufsuchen, was ihre Karriere so gut wie beendete. Sie trat dann nur noch einmal 1946 in der Jack-Webb-Radioshow mit dem Cow Cow Boogie auf und geriet danach in Vergessenheit. Sie starb im Mai 1952 an Tuberkulose.

## Diskographische Hinweise
- Midge Williams 1937-1938 (Classics)
- The Complete Midge Williams Vol. 1 & 2 (Swing Time Productions)